# Allu Arjun
Allu Arjun (Madras, 8 aprile 1983) è un attore e ballerino indiano del sud che lavora nel cinema telugu.
Nipote di Allu Rama Lingaiah e figlio di Allu Aravind e Nirmala Allu vive a Hyderabad con la moglie e il piccolo Ayaan. È nipote di Chiranjeevi e cugino di Ram Charan Teja. Oltre a recitare nei film è apparso anche in diversi spot pubblicitari.

## Vita personale
Ha completato gli studi al St. Patrick's College di Chennai. Sa parlare telugu, tamil, inglese e hindī.
Il 6 marzo del 2011 Allu Arjun si è sposato con Sneha Reddy a Hyderabad. Il 4 aprile 2014 è nato il figlio Allu Ayaan. Il 21 novembre 2016 è nata la figlia Allu Arha.

## Inizi della carriera
Arjun ha lavorato da bambino nel film Vijetha e ha fatto una comparsa nel film Daddy. Ha fatto il suo debutto come attore in Gangotri (2003).

### 2003–2006
Il suo primo ruolo da protagonista è stato in Gangotri diretto da K. Raghavendra Rao, mentre la musica è stata composta da MM Keeravani. Il vero successo di Arjun arriva con la commedia romantica di Sukumar intitolata Arya con Siva Balaji e Anuradha Mehta.
Nel 2005 è uscito il film Bunny, nel quale Arjun ha interpretato il ruolo di un bel ragazzo del college, le cui ambizioni non sono tanto belle quanto lui. Anche in questo film è stato largamente acclamato.
Nel suo film successivo diretto da A. Karunakaran e intitolato Happy, accanto a Genelia D'Souza, ha interpretato Bunny, un ragazzo che si guadagna da vivere consegnando pizze e che vive la vita come viene. Notevolmente acclamato per la sua performance, il film ha ottenuto un modesto successo. Nel 2007 il suo Desamuduru, diretto da Puri Jagannadh, si è rivelato un successo al botteghino ed è stato il primo successo dell'anno nel cinema Tollywood. Nello stesso anno, Allu ha fatto anche un'apparizione speciale nel film di suo zio Chiranjeevi, Shankar Dada Zindabad.

### 2008 – 2011
Nel 2008 con Parugu diretto da Bhaskar ha ricevuto il suo primo premio Filmfare come miglior attore telugu.
Nel 2009 ha recitato insieme a Kajal Aggarwal e Navdeep nel film romantico Arya 2 di Sukumar, sequel di Arya del 2004. Nel film interpreta il ruolo di Arya, un ragazzo orfano molto legato al suo amico di infanzia Ajay, che invece non lo ha mai accettato. Si innamora della fidanzata del suo amico e si ritroverà combattuto fra l'amore che prova per questa ragazza e l'affetto che prova per il suo amico. La sua performance e le sue abilità di ballo sono state apprezzate dai critici.
Dopo il successo di Arya 2, Arjun ha recitato in Varudu che ha ricevuto diverse recensioni contrastanti ed è diventato il primo insuccesso della carriera dell'attore e nell'acclamato Vedam al fianco di Manoj Manchu, Anushka Shetty e Deeksha Seth. In quest'ultimo film ha interpretato Raju, un ragazzo di basso ceto che fingeva di essere ricco davanti alla sua fidanzata. Il film ha incassato bene al botteghino ed è diventato uno dei film telugu di maggior successo del 2010. Ha anche vinto il secondo premio Filmfare come miglior attore telugu.
Nel 2011 esce Badrinath di V. V. Vinayak con Tamannaah dove Allu Arjun interpreta un guerriero protettore del tempio di Badrinath sotto gli ordini del suo Guru, al quale è molto fedele. Il film ha riscosso un modesto successo al botteghino.

### 2012 - al presente
Dopo Badrinath, Allu Arjun si è preso una pausa di qualche mese e nel novembre 2011 ha iniziato a lavorare nel film d'azione Julai, uscito nell'agosto 2012. Qui interpreta il ruolo di Ravindra Narayan, un ragazzo scaltro e viziato, la cui vita cambia drasticamente quando diventa testimone di una rapina in banca. Il film ha permesso ad Arjun di diventare il quarto attore telugu il cui film ha collezionato oltre 700 milioni di rupie al botteghino.
Nel 2013 esce il film romantico Iddarammayilatho di Puri Jagannadh con Amala Paul e Catherine Tresa. Il film ha ottenuto un ottimo responso anche oltreoceano, al contrario delle contrastanti critiche.
Nel 2014 Arjun compare per la seconda volta insieme a Kajal Aggarwal nel film Yevadu in un'apparizione speciale della durata di un quarto d'ora. Il film è diventato in poco tempo un blockbuster al botteghino, diventando anche uno dei più grandi successi del cinema telugu del 2014.
Nell'aprile 2014 è uscito Race Gurram dove Arjun fa coppia con Shruthi Haasan. Il film in quattro settimane è diventato il quarto maggior successo del cinema telugu di tutti i tempi.

## Filmografia
- Gangotri (2003)
- Arya (2004)
- Bunny (2005)
- Happy (2006)
- Desamuduru (2007)
- Parugu (2008)
- Arya 2 (2009)
- Varudu (2010)
- Vedam (2010)
- Badrinath (2011)
- Julai (2012)
- Iddarammayilatho (2013)
- Yevadu (2013)
- Race Gurram (2014)
- Rudhramadevi (2015)
- S/O Satyamurthy (2015)
- Sarrainodu (2016)
- Duvvada Jagannadham (2017)
- Naa Peru Surya Naa Illu India (2018)

## Premi vinti
- CineMAA Award per il miglior debutto maschile - Gangotri (2003)
- Premio Santosham come miglior attore giovane - Gangotri (2003)
- CineMAA Award per il miglior attore (premio della giuria) - Arya (2004)
- Gemini TV 2004 – Miglior attore - Arya (2004)
- Nandi Special Jury Award – Arya (2004)
- Premio Santosham come miglior attore giovane - Arya (2004)
- Premio Santosham come miglior attore giovane - Bunny (2005)
- Premio Santosham come miglior attore giovane - Desamuduru (2007)
- CineMAA Award - Premio della critica - Parugu (2008)
- Filmfare Award per il miglior attore telugu – Parugu (2008)
- Premio Santosham come miglior attore giovane - Parugu (2008)
- Nandi Special Jury Award - Parugu (2008)
- Premio Santosham come miglior attore giovane - Parugu (2008)
- South Scope Award come Miglior attore - Parugu (2008)
- CineMAA Award come miglior attore (premio della giuria) - Arya 2 (2009)
- Filmfare Award per il miglior attore telugu – Vedam (2010)